# Vivica Genaux
Vivica Genaux (Fairbanks, 10 luglio 1969) è un mezzosoprano statunitense, specializzata nel repertorio barocco e classico.

## Biografia
Inizia lo studio del canto lirico con Nicola Rossi-Lemeni e Virginia Zeani presso l'Indiana University di Bloomington specializzandosi nel ruolo delle protagoniste delle opere di Rossini come Rosina in Il barbiere di Siviglia, Isabella in L'italiana in Algeri o Angelina in La Cenerentola. Il suo debutto ufficiale risale all'ottobre 1994 a Firenze con il ruolo di Isabella nell'Italiana in Algeri, uno dei suoi ruoli più riusciti sebbene quello di Rosina ne Il barbiere di Siviglia o quello di Arminio nell'omonima opera di Georg Friedrich Händel siano stati quelli da lei più volte interpretati.
Il suo repertorio comprende più di 28 personaggi, 20 dei quali sono en travesti, per via della sua predilezione per l'opera barocca e classica che spesso richiede voci di mezzosoprano per i ruoli maschili che un tempo appartenevano ai castrati.
Dopo aver abitato per lungo tempo a Venezia risiede a Motta di Livenza ed è seguita da Claudia Pinza (figlia del basso Ezio Pinza).

## Collaborazioni e apparizioni
Collaborazioni importanti sono quelle, attualmente in corso, con l'Europa Galante di Fabio Biondi, con Federico Maria Sardelli e con René Jacobs (suo mentore da lungo tempo) e l'Akademie für Alte Musik con i quali ha inciso diversi cd e eseguito diversi concerti in tutto il mondo. Nel corso della sua carriera Vivica Genaux si è esibita nei più importanti teatri mondiali fra i quali ricordiamo: Deutsche Staatsoper Berlin, Wiener Staatsoper, Metropolitan Opera, Opéra National de Paris, il Teatro la Fenice di Venezia oltre ad un'apparizione ai BBC Proms con l'esecuzione di arie di Rossini; poi Parigi, Bruxelles, Montpellier, Siviglia, Lione, Amsterdam, Barcellona, Dallas, Dresda, Monaco di Baviera ecc.

## Repertorio
| Ruolo                           | Titolo                                | Autore     |
| ------------------------------- | ------------------------------------- | ---------- |
| Romeo Montecchi                 | I Capuleti e i Montecchi              | Bellini    |
| Carmen                          | Carmen                                | Bizet      |
| Diana L'Eternità Giove in Diana | La Calisto                            | Cavalli    |
| Veremonda                       | Veremonda                             | Cavalli    |
| Hassem                          | Alahor in Granata                     | Donizetti  |
| Maffio Orsini                   | Lucrezia Borgia                       | Donizetti  |
| Orfeo                           | Orfeo ed Euridice                     | Gluck      |
| Il Piacere                      | Il trionfo del Tempo e del Disinganno | Händel     |
| Galatea                         | Aci, Galatea e Polifemo               | Händel     |
| Nerone                          | Agrippina                             | Händel     |
| Rinaldo                         | Rinaldo                               | Händel     |
| Giulio Cesare                   | Giulio Cesare in Egitto               | Händel     |
| Rossane                         | Alessandro                            | Händel     |
| Ariodante                       | Ariodante                             | Händel     |
| Bradamante Ruggiero             | Alcina                                | Händel     |
| Arminio                         | Arminio                               | Händel     |
| Arsamene                        | Serse                                 | Händel     |
| Ino Juno                        | Semele                                | Händel     |
| Edemondo                        | Emma di Resburgo                      | Meyerbeer  |
| Urbain                          | Les Huguenots                         | Meyerbeer  |
| Penelope                        | Il ritorno d'Ulisse in patria         | Monteverdi |
| Sesto                           | La clemenza di Tito                   | Mozart     |
| Dido                            | Dido and Æneas                        | Purcell    |
| Tancredi                        | Tancredi                              | Rossini    |
| Isabella                        | L'italiana in Algeri                  | Rossini    |
| Rosina                          | Il barbiere di Siviglia               | Rossini    |
| Angelina                        | La Cenerentola                        | Rossini    |
| Pippo                           | La gazza ladra                        | Rossini    |
| Malcolm Greome                  | La donna del lago                     | Rossini    |
| Falliero                        | Bianca e Falliero                     | Rossini    |
| Arsace                          | Semiramide                            | Rossini    |
| Neocle                          | L'assedio di Corinto                  | Rossini    |
| Giulietta di Kelbar             | Un giorno di regno                    | Verdi      |
| Vagaus                          | Juditha triumphans                    | Vivaldi    |
| Antiope                         | Ercole su'l Termodonte                | Vivaldi    |
| Giustino                        | Giustino                              | Vivaldi    |
| Gilade                          | Farnace                               | Vivaldi    |
| Teodossio                       | L'Atenaide                            | Vivaldi    |
| Irene                           | Bajazet                               | Vivaldi    |
| Emilia                          | Catone in Utica                       | Vivaldi    |
| Epitide                         | L'oracolo in Messenia                 | Vivaldi    |

## Registrazioni
L'Atenaide (Teodosio) - Vivaldi

con Modo Antiquo & Federico Sardelli, direttore

2007 NAÏVE OP30438 3 CD
Handel & Hasse Arias & Cantatas (solo)

con Les Violins du Roy, Bernard Labadie, direttore

2006 EMI/ERATO/VIRGIN CLASSICS (1 CD) 7243 5 45737 2 9
Bajazet (Irene) - Vivaldi

con Europa Galante, Fabio Biondi

VIRGIN VERITAS 45676-2
La Santissima Trinità (Teologia) - Scarlatti

con Europa Galante, Paul Agnew, Roberta Invernizzi, Véronique Gens & Vivica Genaux, Fabio Biondi

2004 EMI/ERATO/VIRGIN VERITAS 5456662 (1 CD)
Hasse: Sanctus Petrus et Sancta Maria Magdalena

Michael Hofstetter, Vivica Genaux, Ludwigsburger Schlossfestspiele Orchestra, Heidrun Kordes, Jacek Laszczkowski, Terry Wey, Kirsten Blaise & Ludwigsburger Schlossfestspiele Choir

2010 Oehms
Bel Canto Arias (solo) – Donizetti/Rossini

con Ensemble Orchestral de Paris, John Nelson

2011 EMI/ERATO/VIRGIN CLASSICS 7243 5 45615 2 8
Rinaldo - Handel

René Jacobs

HARMONIA MUNDI HMC 901796.98
Arias for Farinelli (solo) - Various Artists

con Akademie für Alte Musik, René Jacobs

2002 HARMONIA MUNDI HMC 901778
Arminio (Title Role) - Handel

con Il Complesso Barocco, Alan Curtis

VIRGIN Veritas 5 45461 2
An Evening of Arias and Songs(solo)

EPCASO 93515 04012
A Tribute to Faustina Bordoni

Cappella Gabetta, Vivica Genaux & Andrés Gabetta

2012 Sony
Vivaldi Oracolo in Messenia

Ann Hallenberg, Europa Galante, Franziska Gottwald, Julia Lezhneva, Magnus Staveland, Romina Basso, Vivica Genaux & Xavier Sabata

2012 EMI/Virgin